# Pseudohydrosme
Pseudohydrosme är ett släkte av kallaväxter. Pseudohydrosme ingår i familjen kallaväxter.
Kladogram enligt Catalogue of Life:
| Pseudohydrosme | \| \| Pseudohydrosme buettneri \| \| \| \| \| \| Pseudohydrosme gabunensis \| \| \| \| |
|                | \| \| Pseudohydrosme buettneri \| \| \| \| \| \| Pseudohydrosme gabunensis \| \| \| \| |
|                | Pseudohydrosme buettneri                                                               |
|                |                                                                                        |
|                | Pseudohydrosme gabunensis                                                              |
|                |                                                                                        |